# Waddingtons 2001 The Game Machine
Waddingtons 2001 The Game Machine ist ein Hybrid aus Taschenrechner und Spielkonsole, der 1978 erschienen ist und somit zur 2. Konsolengeneration gezählt wird. Hersteller war Waddingtons House of Games Inc., zu dieser Zeit mit Sitz in Evanston (Illinois). Das Gerät wurde auf dem deutschen Markt für 199 D-Mark ohne deutschsprachige Beschreibung angeboten.

## Merkmale
Das Display besteht aus einer einzeiligen zwölfstelligen Sieben-Segment-Fluoreszenzanzeige. Zudem war ein kleiner Lautsprecher im Gerät verbaut.
Die einzigen veröffentlichten Spiele für die Konsole waren die vier festinstallierten Spiele:
1. Shooting Gallery
2. Black Jack
3. Code Hunter
4. Grandprix

Für jedes Spiel gibt es für Tastatur wie auch für das Display Schablonen (Overlays) zum Auflegen. Betrieben wurde das Gerät mit sechs 1,5-Volt-Baby-Zellen oder mit einem Netzteil-Adapter.

## Sonstiges
Waddingtons House of Games bot zudem noch die House of Games Mini Game Machine an, eine Handheld-Konsole, die baugleich auf dem englischen Markt auch als Vtech Mini Game Machine und auch als Grandstand The Game Machine angeboten wurde.  Die spätere Waddingtons Game Machine 2 verfügte über fünf Spiele.